# نصاب (شبوة)

تعديل مصدري - تعديل

نصاب هي مدينة ومركز مديرية نصاب بمحافظة شبوة اليمنية، بلغ تعداد سكانها 11368 نسمة حسب الإحصاء الذي أجري عام 2004.